# نور گتاشن
نور گتاشن (به لاتین: Nadirxanlı) یک منطقهٔ مسکونی در جمهوری آرتساخ است که در استان شاهومیان واقع شده‌است.